# Marcantonio Colonna (1724-1793)
Marcantonio Colonna, iuniore (né le 16 août 1724 à Rome, alors capitale des États pontificaux et mort le 4 décembre 1793 dans la même ville) est un cardinal italien du XVIIIe siècle. 
Il est un grand-neveu du cardinal Carlo Colonna (1706) et le frère du cardinal Pietro Colonna (Pietro Pamphilj) (1766). Les autres cardinaux membres de la famille Colonna sont les Giovanni Colonna (1212), Giacomo Colonna (1278), Pietro Colonna (1288), Giovanni Colonna (1327), Agapito Colonna (1378), Stefano Colonna (1378), Oddone Colonna (1405), le pape Martin V, Prospero Colonna (1426),  Giovanni Colonna (1480), Pompeo Colonna (1517), Marco Antonio Colonna, seniore (1565), Ascanio Colonna (1586), Girolamo Colonna (1627), Prospero Colonna (1739), Girolamo Colonna di Sciarra (1743), Prospero Colonna di Sciarra (1743) et Pietro Colonna (1766), qui prend le nom de Pamphilj.

## Biographie
Marcantonio Colonna exerce diverses fonctions au sein de la Curie romaine. 
Le pape Clément XIII le crée cardinal lors du consistoire du 24 septembre 1759. 
Il est nommé archevêque titulaire de Corinthe en 1762 et est camerlingue du Sacré Collège en 1770. Il est préfet de la Congrégation de la résidence des évêques et préfet spirituel du Collegio Romano et du séminaire romain.
Il participe au conclave de 1769, lors duquel Clément XIV est élu pape, ainsi qu'au conclave de 1774-1775 (élection de Pie VI).
Marcantonio Colonna meurt à Rome le 4 décembre 1793 à l'âge de 69 ans.

## Succession apostolique
Marcantonio Colonna a ordonné les évêques suivants :
- Cardinal Scipione Borghese (1765)
- Évêque Bartolomeo Bitozzi (1765)
- Évêque Baldassare Barone de Moncada (1768)
- Archevêque Domenico Gervasoni (1769)
- Évêque Antonio Lanza (it), C.R. (1769)
- Archevêque Pasquale Maria Mastrilli, C.R. (1769)
- Cardinal Innocenzo Conti (1769)
- Cardinal Giacinto Sigismondo Gerdil, B. (1777)
- Cardinal Ferdinando Maria Saluzzo (1784)